# Zełene (hromada Pokrowsk)
Zełene (ukr. Зелене) – wieś na Ukrainie, w obwodzie donieckim, w rejonie pokrowskim, w hromadzie Pokrowsk. W 2001 liczyła 220 mieszkańców.